# 11×58 R Werndl
11×58 R Werndl, 11  mm Werndl ali 11,15×58 R Werndl je puškovni naboj polnjen s črnim smodnikom, ki je bil glavni puškovni naboj v Avstro-ogrski vojski od uvedbe leta 1877 do 1888.
Puške Werndl, ki so bile proizvedene pred letom 1877 so bile predelane za uporabo tega novejšega naboja. Naboj se je v puškah Werndl in Mannlicher M1886 uporabljal do konca prve svetovne vojne in redko po njej.

## M.1877
Naboj Muster 1877 (nemški vojaški naziv: 11 mm scharfe Patrone M.1877; 11 mm ostri naboj M.1877) je bil uveden leta 1877 kot zamenjava za naboj 11x42 R Werndl, ki je bil uveden že s puškami Werndl leta 1867. Deloma ga je zamenjal dimenzionalno enak naboj M.86 (beri spodaj).

## 11×58 R Mannlicher
Naboj Muster 1886 ali 11×58 R Mannlicher (nemški vojaški naziv: 11 mm scharfe Patrone M.1886; 11 mm ostri naboj M.1886) je bil razvit za puško Mannlicher M1886 in je bil enakih dimenzij kot M.77, a je imel polnitev zgoščenega črnega smodnika, ki je izstrelek iz cevi pognala okoli 50 m/s hitreje. Svinčenka je bila izdelana iz trše zlitine kot pri M.77, a je imela enako maso (24 g). Že dve leti kasneje, leta 1888 je glavni naboj Avstro-ogrske vojske postal naboj kalibra 8 mm (8x50 R Mannlicher).